# Serie A 1962 (pallanuoto maschile)
La Serie A 1962 fu la 43ª edizione della massima divisione del campionato italiano di pallanuoto maschile. La Pro Recco si laureò campione d'Italia per la quarta volta consecutiva.

## Classifica finale
|  |    | Classifica 1962   | Pt | G  | V  | N | P  | GF | GS  |
|  | -- | ----------------- | -- | -- | -- | - | -- | -- | --- |
|  | 1. | Pro Recco         | 25 | 16 | 11 | 3 | 2  | 69 | 40  |
|  | 2. | Lazio             | 23 | 16 | 9  | 5 | 2  | 71 | 43  |
|  | 3. | Napoli            | 22 | 16 | 9  | 4 | 3  | 42 | 35  |
|  | 4. | Pegli             | 19 | 16 | 8  | 3 | 5  | 66 | 49  |
|  | 5. | Nervi             | 16 | 16 | 6  | 4 | 6  | 53 | 43  |
|  | 6. | Canottieri Napoli | 14 | 16 | 5  | 4 | 7  | 48 | 53  |
|  | 7. | Florentia         | 13 | 16 | 4  | 5 | 7  | 36 | 40  |
|  | 8. | Camogli           | 10 | 16 | 4  | 2 | 10 | 45 | 54  |
|  | 9. | Triestina         | 2  | 16 | 0  | 2 | 14 | 28 | 101 |

## Verdetti
- Pro Recco Campione d'Italia
- Rari Nantes Camogli e Triestina retrocesse in Serie B